# Station Erps-Kwerps
Station Erps-Kwerps is een spoorweghalte langs spoorlijn 36 (Brussel - Luik) in Erps-Kwerps, deelgemeente van de Belgische gemeente Kortenberg.
Spoorlijn 36 werd in 1866 in dienst genomen. Het station Erps-Kwerps werd pas gebouwd en in gebruik genomen in 1887. Oorspronkelijk kreeg het de naam station Olmenhoek. Deze naam refereert aan het dichtbijgelegen gehucht Olmenhoek. Het station was gelegen aan de Kerselarestraat. Voor de inwoners van Kwerps, Nederokkerzeel, Schoonaarde en Meerbeek was en is het het dichtst bijgelegen station. Een gedeelte van de inwoners van Erps maakte gebruik van het meer dichtbijgelegen station Kortenberg. Het stationsgebouw, van het type 1893, werd gesloopt in 1988. Sindsdien is Erps-Kwerps een onbemande spoorweghalte.
In 2001 begonnen de werkzaamheden aan de verdubbeling van het aantal sporen van 2 naar 4 op het traject. De sporen van spoorlijn 36 werden naar buiten toe verplaatst, en op de oude bedding werd spoorlijn 36N aangelegd. De sporen 2 en 3 worden gebruikt door de Thalys, de ICE en IC-treinen. Deze stoppen door de regel niet. De buitenste sporen 1 en 4 worden gebruikt door de lokale treinen, met halte in Erps-Kwerps.
Sinds december 2005 is er met de ingebruikname van de Bocht van Nossegem een verbinding van Leuven en Limburg met de luchthaven van Brussels Airport. Deze dienst heeft geen stopplaatsen tussen Leuven en de luchthaven. Met de invoering van het Gewestelijk Expresnet in 2016 kent het station een verhoogd aanbod tijdens de spitsuren van 4 verbindingen per uur met Brussel en Leuven (lijn 1). De GEN-lijn 3 (die ook de luchthaven bedient) zal niet stoppen in Erps-Kwerps maar wel in het nabijgelegen station Kortenberg.
Tussen 2018 en 2020 werd de kleine stationsparking uitgebreid en vernieuwd. Er zijn 92 autoparkeerplaatsen bijgekomen. Tegelijk is de F3-fietsverbinding langsheen het station en de parking verbeterd.

## Treindienst
| Serie | Treinsoort | Route                                                 | Bijzonderheden         |
| ----- | ---------- | ----------------------------------------------------- | ---------------------- |
| S 2   | GEN (NMBS) | 's-Gravenbrakel – Brussel-Zuid – Erps-Kwerps – Leuven | Rijdt 1×/u. op zondag. |

## Galerij

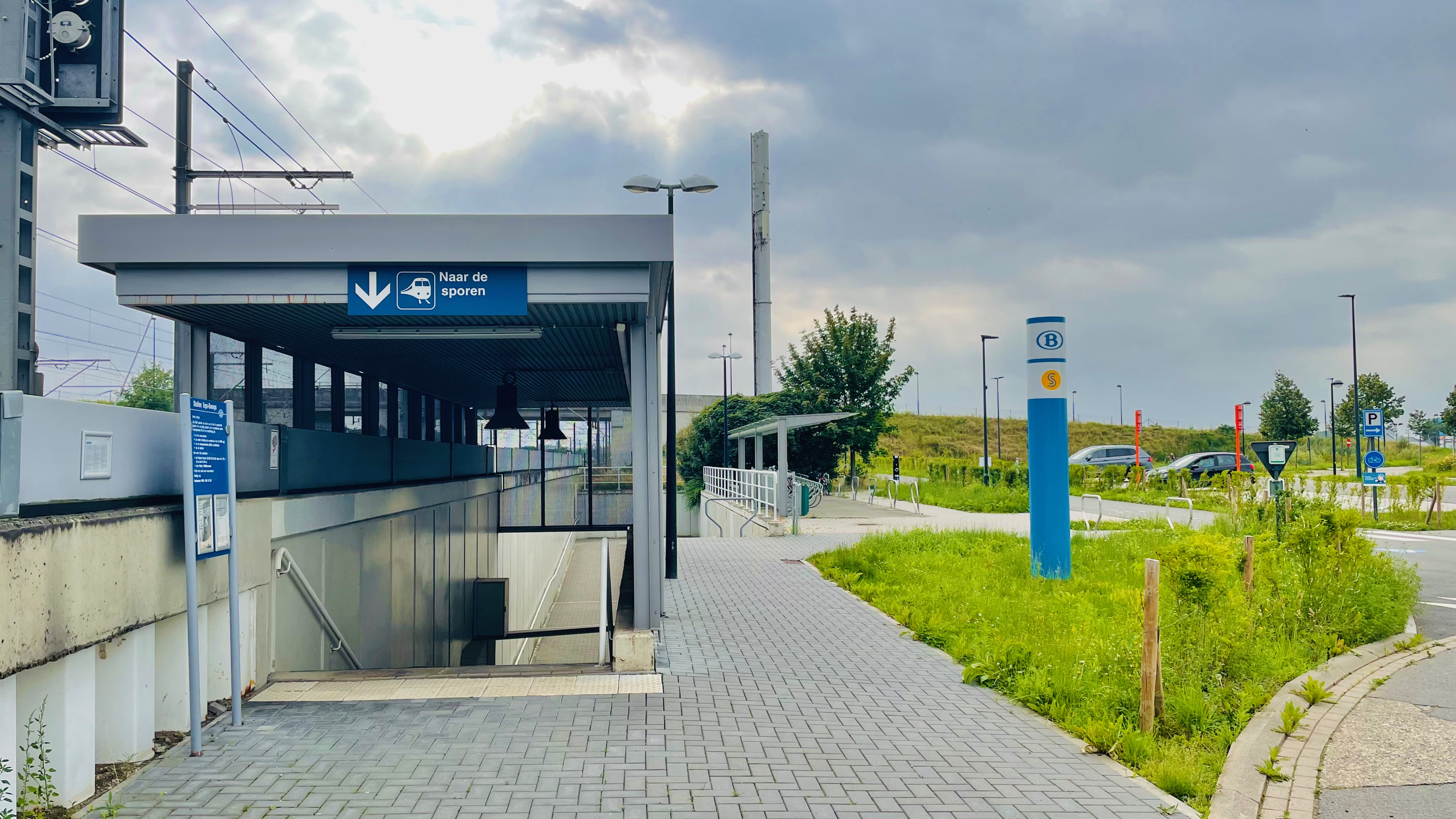
Toegang tot het station
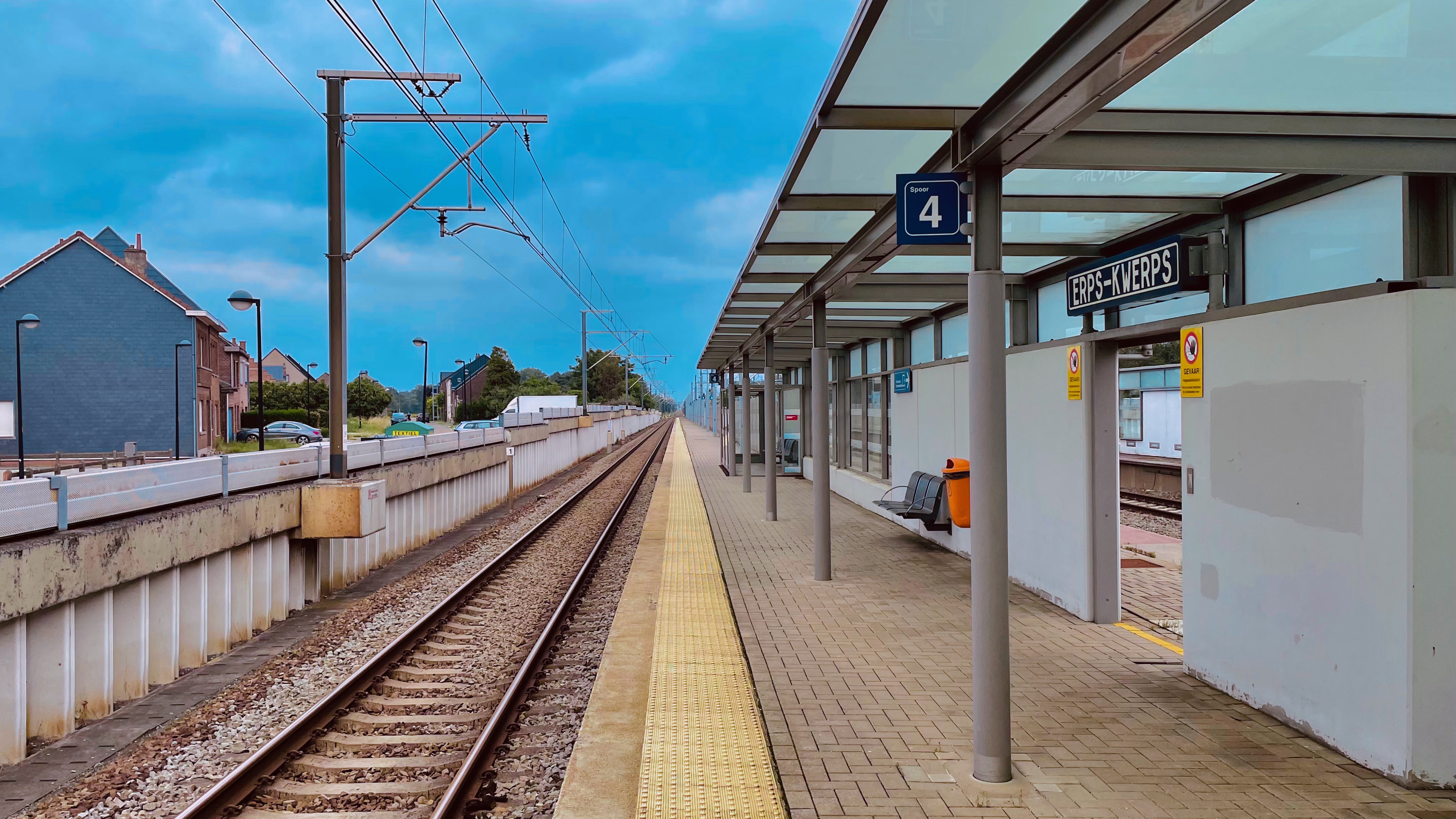
Zicht op het perron
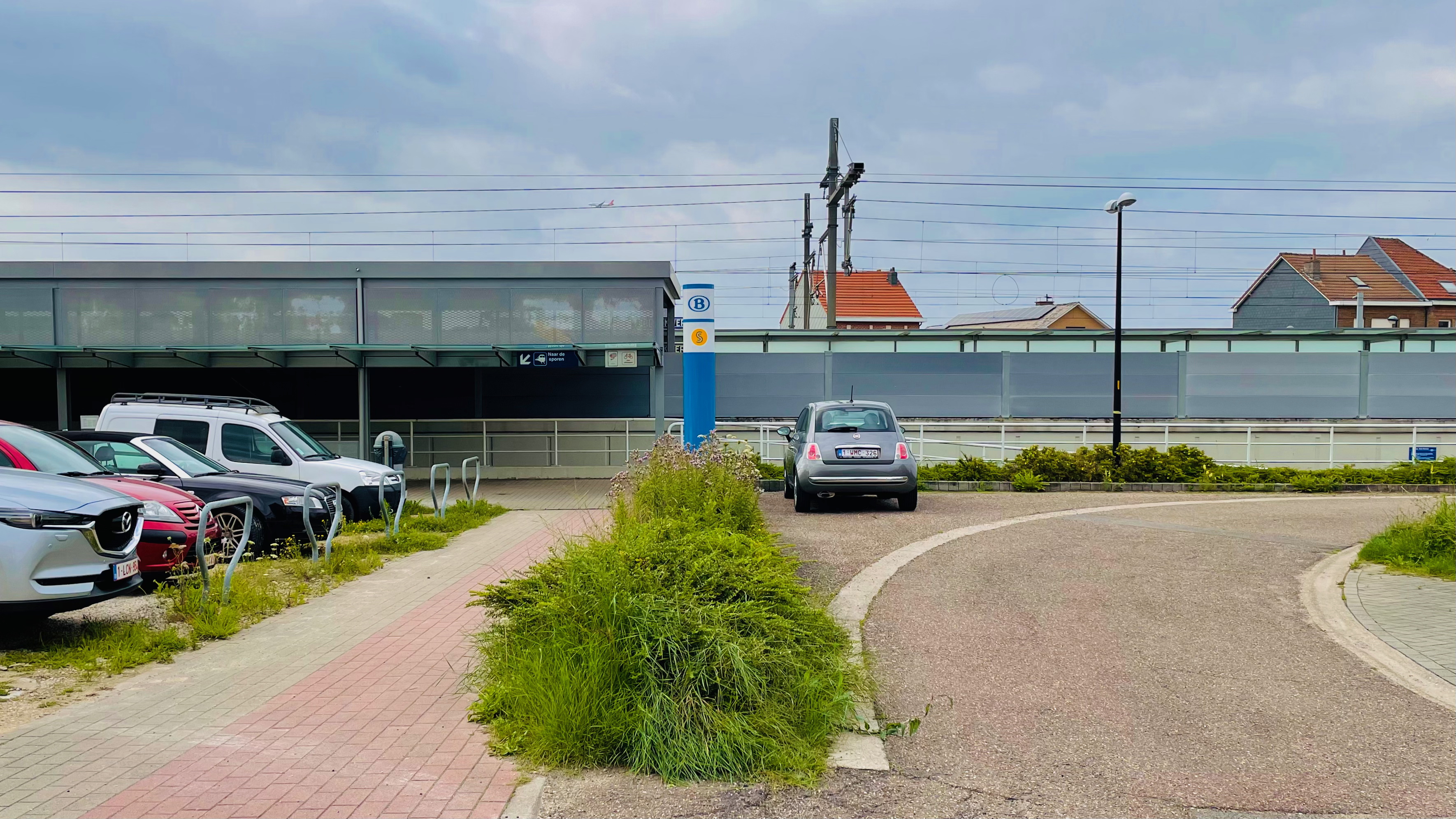
Stationsingang

## Reizigerstellingen
De grafiek en tabel geven het gemiddeld aantal instappende reizigers weer op een week-, zater- en zondag.
| Tabel: aantal instappende reizigers station Erps-Kwerps | Tabel: aantal instappende reizigers station Erps-Kwerps | Tabel: aantal instappende reizigers station Erps-Kwerps | Tabel: aantal instappende reizigers station Erps-Kwerps |
|                                                         | Weekdag                                                 | Zaterdag                                                | Zondag                                                  |
| ------------------------------------------------------- | ------------------------------------------------------- | ------------------------------------------------------- | ------------------------------------------------------- |
| 1977                                                    | 113                                                     | 33                                                      | 33                                                      |
| 1978                                                    | 163                                                     | 84                                                      | 54                                                      |
| 1979                                                    | 73                                                      | 22                                                      | 18                                                      |
| 1980                                                    | 128                                                     | 21                                                      | 31                                                      |
| 1981                                                    | 120                                                     | 16                                                      | 13                                                      |
| 1982                                                    | 113                                                     | 25                                                      | 20                                                      |
| 1983                                                    | 113                                                     | 19                                                      | 15                                                      |
| 1984                                                    | 62                                                      | 14                                                      | 11                                                      |
| 1985                                                    | 81                                                      | 15                                                      | 24                                                      |
| 1986                                                    | 67                                                      | 18                                                      | 19                                                      |
| 1987                                                    | 86                                                      | 30                                                      | 23                                                      |
| 1988                                                    | 107                                                     | 12                                                      | 20                                                      |
| 1989                                                    | 8                                                       | 31                                                      | 17                                                      |
| 1990                                                    | 82                                                      | 25                                                      | 22                                                      |
| 1991                                                    | 87                                                      | 19                                                      | 16                                                      |
| 1992                                                    | 105                                                     | 26                                                      | 21                                                      |
| 1993                                                    | 129                                                     | 28                                                      | 22                                                      |
| 1994                                                    | 106                                                     | 22                                                      | 25                                                      |
| 1995                                                    | 97                                                      | 17                                                      | 11                                                      |
| 1996                                                    | 124                                                     | 24                                                      | 19                                                      |
| 1997                                                    | 120                                                     | 37                                                      | 24                                                      |
| 1998                                                    | 105                                                     | 22                                                      | 21                                                      |
| 1999                                                    | 105                                                     | 16                                                      | 15                                                      |
| 2000                                                    | 127                                                     | 21                                                      | 13                                                      |
| 2001                                                    | 155                                                     | 34                                                      | 25                                                      |
| 2002                                                    | 109                                                     | 14                                                      | 10                                                      |
| 2003                                                    | 119                                                     | 20                                                      | 42                                                      |
| 2004                                                    | 130                                                     | 21                                                      | 21                                                      |
| 2005                                                    | 145                                                     | 24                                                      | 28                                                      |
| 2006                                                    | 110                                                     | 16                                                      | 20                                                      |
| 2007                                                    | 147                                                     | 40                                                      | 26                                                      |
| 2008                                                    | -                                                       | -                                                       | -                                                       |
| 2009                                                    | 178                                                     | 36                                                      | 36                                                      |
| 2010                                                    | -                                                       | -                                                       | -                                                       |
| 2011                                                    | -                                                       | -                                                       | -                                                       |
| 2012                                                    | 223                                                     | 36                                                      | 52                                                      |
| 2013                                                    | 224                                                     | 65                                                      | 35                                                      |
| 2014                                                    | 207                                                     | 48                                                      | 26                                                      |
| 2015                                                    | 275                                                     | 50                                                      | 32                                                      |
| 2016                                                    | 254                                                     | 59                                                      | 53                                                      |
| 2017                                                    | 264                                                     | 38                                                      | 38                                                      |
| 2018                                                    | 306                                                     | 57                                                      | 42                                                      |
| 2019                                                    | 289                                                     | 50                                                      | 54                                                      |
| 2020                                                    | 122                                                     | 43                                                      | 44                                                      |
| 2021                                                    | -                                                       | -                                                       | -                                                       |
| 2022                                                    | 340                                                     | 122                                                     | 87                                                      |
| 2023                                                    | 339                                                     | 116                                                     | 89                                                      |
| 2024                                                    | 352                                                     | 147                                                     | 90                                                      |

0,0: Brussel-Noord ·
2,4: Schaarbeek ·
5,5: Haren-Zuid ·
7,0: Diegem ·
9,4: Zaventem ·
12,0: Nossegem ·
14,7: Kortenberg ·
16,1: Zavelstraat ·
17,8: Erps-Kwerps ·
19,2: Beisem ·
21,1: Veltem ·
24:0: Herent ·
28,8: Leuven ·
34,1: Korbeek-Lo ·
36,1: Lovenjoel ·
40,0: Vertrijk ·
42,0: Roosbeek ·
44,3: Kumtich ·
47,4: Tienen ·
53,8: Ezemaal ·
57,0: Neerwinden ·
60,7: Landen ·
64,0: Gingelom ·
69,0: Jeuk-Rosoux ·
71,5: Corswarem ·
74,5: Waremme ·
77,2: Bleret ·
79,8: Remicourt ·
83,2: Momalle ·
85,4: Fexhe-le-Haut-Clocher ·
87,8: Voroux-Goreux ·
89,9: Bierset-Awans ·
93,4: Ans ·
94,7: Montegnée ·
97,0: Liège-Haut-Pré ·
99,9: Luik-Guillemins